# Jaime Caetano Braun
Jayme Guilherme Caetano Braun (São Luiz Gonzaga, 30 de janeiro de 1924 – Porto Alegre, 8 de julho de 1999) foi um renomado payador e poeta do Rio Grande do Sul, prestigiado também na Argentina, Uruguai, Paraguai e Bolívia. Era conhecido como El Payador e por vezes utilizou os pseudônimos de Piraju, Martín Fierro, Chimango e Andarengo.
É considerado um dos maiores nomes da música gaúcha, ao lado de Pedro Ortaça, Noel Guarany, Cenair Maicá (os chamados Troncos Missioneiros) e Teixeirinha (Na época). Atualmente tem estátua localizada no parque Maurício Sirotsky Sobrinho (Estância da Harmonia), em Porto Alegre, e um monumento juntamente com o Complexo Turístico em sua homenagem em São Luiz Gonzaga.

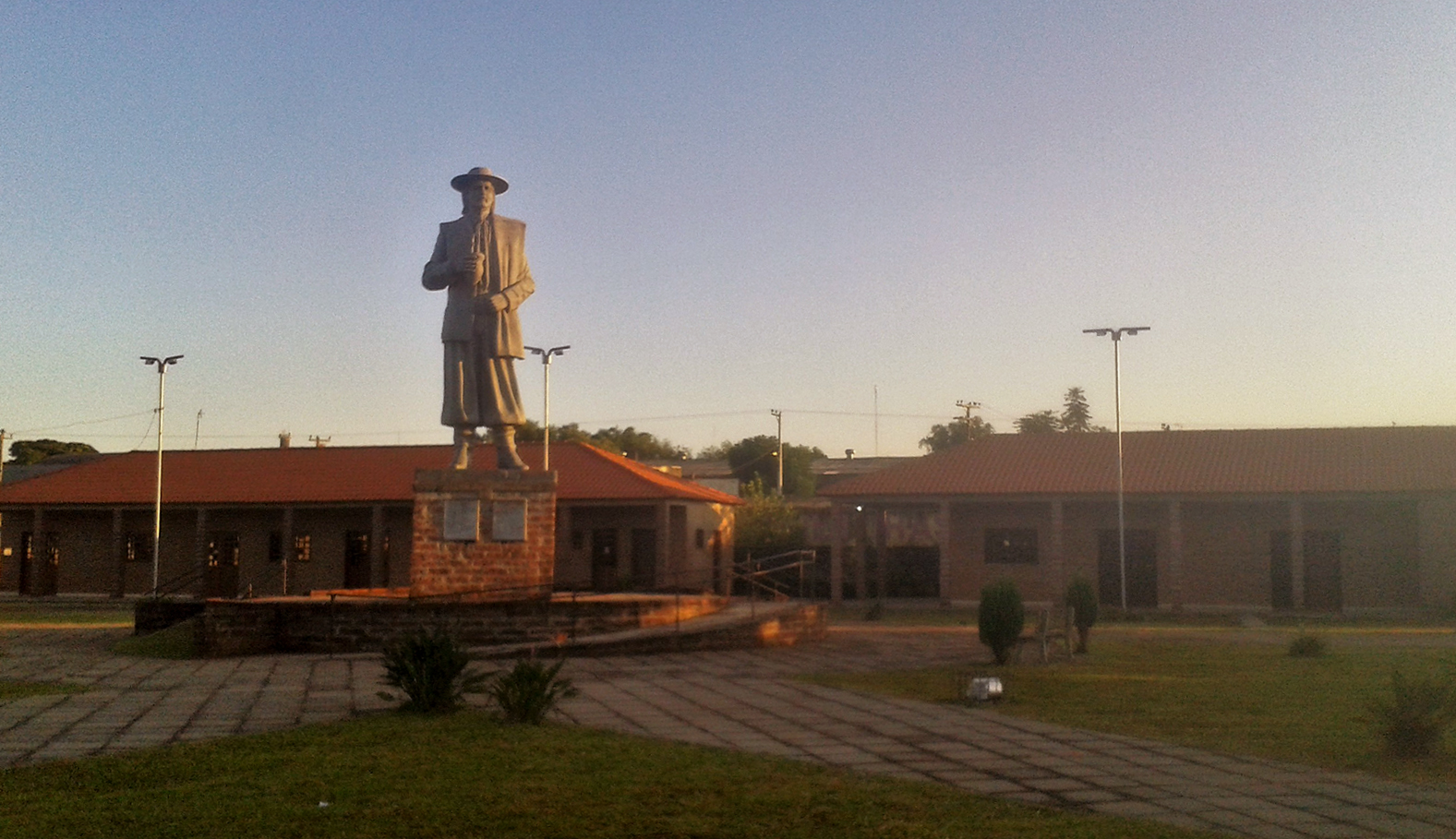
Monumento e complexo turístico em homenagem a Jayme Caetano Braun

## Biografia
Payador, poeta e radialista e filho de João Aloysio Thiesen Braun, descendente de alemães, e de Euclides Ramos Caetano Braun, proveniente de tradicional família pecuarista da região missioneira, Jayme Caetano Braun nasceu a 30 de Janeiro de 1924, na localidade chamada Timbaúva, na época 3º distrito de São Luiz Gonzaga, e a partir de 12 de outubro de 1965 parte do município chamado Bossoroca, na Região das Missões do Rio Grande do Sul
Durante sua carreira fez diversas payadas, poemas e canções, sempre ressaltando o Rio Grande do Sul, a vida campeira, os modos gaúchos e a natureza local.
Jayme sonhava em ser médico mas, tendo apenas o Ensino Médio, se tornou um autodidata principalmente nos assuntos da cultura sulina e remédios caseiros, pois afirmava que "todo missioneiro tem a obrigação de ser um curador".
Aos 16 anos mudou-se para Passo Fundo, onde viveria até os 19 anos. Na capital do Planalto Médio, Jayme completou seus estudos no Colégio Marista Conceição.
Jayme foi membro e co-fundador da Academia Nativista Estância da Poesia Crioula, grupo de poetas tradicionalistas que se reuniu no final dos anos 50, na capital gaúcha.
Trabalhou, publicando poemas, em jornais como O Interior e A noticia (de São Luiz Gonzaga). Passa dirigir em 1950 o programa radiofônico Galpão de Estância, em São Luiz Gonzaga e em 1973 passa a participar do programa semanal Brasil Grande do Sul, na Rádio Guaíba. Na capital, o primeiro jornal a publicar seus poemas foi o A Hora, que dedicava toda semana uma página em cores aos poemas de Jayme.
Como funcionário público trabalhou no Instituto de Pensões e Aposentadorias dos Servidores do Estado e ainda foi diretor da Biblioteca Pública do Estado de 1959 a 1963, aposentando-se em 1969. Na farmácia do IPASE era reconhecido pelo grande conhecimento que tinha dos remédios.

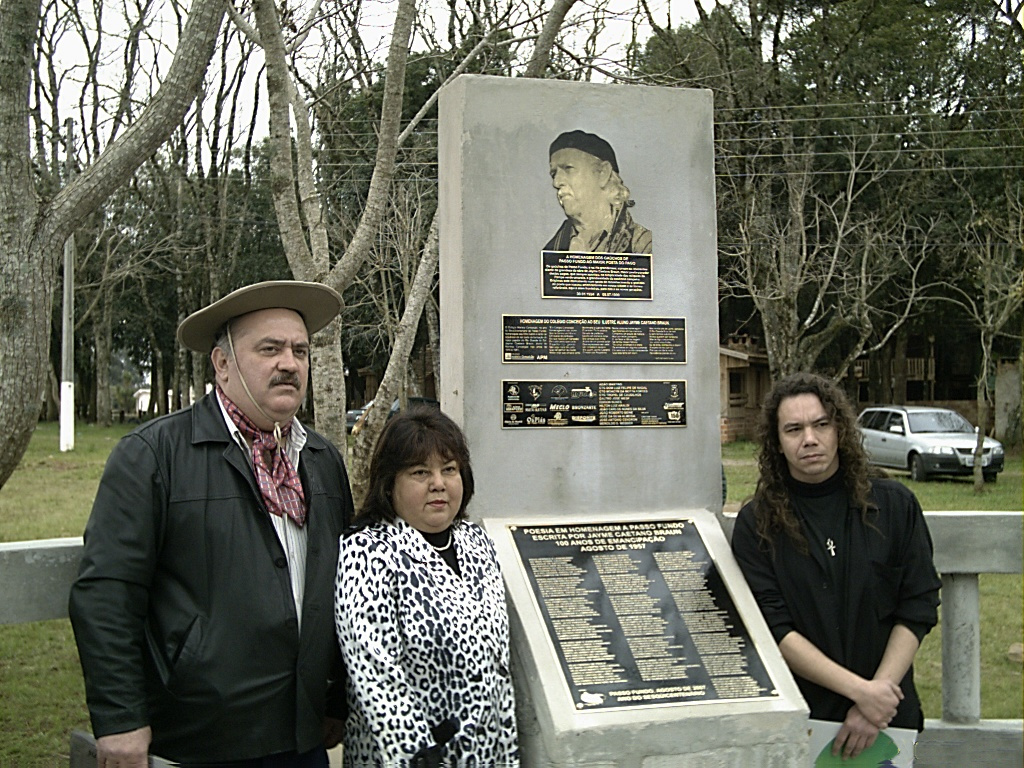
Hilton Araldi (idealizador do Memorial) ao lado de D. Bréa Ramos Braun (viúva de Jayme Caetano Braun) e Marcelo, enteado de Jayme, Passo Fundo.

Em 1945 começa a atuar na política, participando em palanques de comício como payador. O poema O Petiço de São Borja, publicado em revistas e jornais do país, fala de Getúlio Vargas. Participa das campanhas de Ruy Ramos, com o poema O Mouro do Alegrete, como era conhecido o político e parente de Jayme. Foi Ruy Ramos, também ligado ao tradicionalismo, que lançou Jayme Caetano Braun como payador, no 1º Congresso de Tradicionalismo do Rio Grande do Sul, realizado em Santa Maria no ano de 1954.
Casou duas vezes, em 1947 com Nilda Jardim, e em 1988 com Aurora de Souza Ramos. Teve três filhos, Marco Antônio e José Raimundo do primeiro casamento, e Cristiano do segundo.
Anos mais tarde participaria das campanhas de Leonel Brizola, João Goulart e Egidio Michaelsen e em 1962 concorreria a uma vaga na Assembléia Legislativa do Rio Grande do Sul pelo PTB, ficando como suplente.
Veio a falecer de parada cardíaca em 8 de julho de 1999, por volta das 6h, em Porto Alegre. Seu corpo foi velado no Palácio Piratini, sede do governo gaúcho, e enterrado no cemitério João XXIII, na capital do estado. Para o dia seguinte estava programado o lançamento daquele que seria seu penúltimo disco, Êxitos 1.

## Obra
O payador lançou diversos livros de poesias, como Galpão de Estância (1954), De fogão em fogão (1958), Potreiro de Guaxos (1965), Bota de Garrão (1966), Brasil Grande do Sul (1966), Paisagens Perdidas (1966) . Em 1990 lança Payador e Troveiro, e seis anos depois a antologia poética 50 Anos de Poesia, sua ultima obra escrita.
Publicou ainda um dicionário de regionalismos, Vocabulário Pampeano - Pátria, Fogões e Legendas, lançado em 1987.
Jaime também gravou CDs e discos, como Payador, Pampa, Guitarra, antológica obra em parceria com Noel Guarany. Sua ultima obra lançada em vida foi o disco Poemas Gaúchos, com sucessos como Payada da Saudade, Piazedo, Remorsos de Castrador, Cemitério de Campanha e Galo de Rinha.
Gravou, ainda, com Lúcio Yanel, Cenair Maicá e Luiz Marenco.
Entre seus poemas mais declamados pelos poetas regionalistas do país inteiro, destacam-se Bochincho, Tio Anastácio, Amargo, Paraíso Perdido, Payada a Mário Quintana, Payada para o Irmão Negro e Galo de Rinha.
Seu nome batiza ruas, praças e principalmente CTGs no Rio Grande do Sul e em todo o Brasil. É considerado o patrono do Movimento Pajadoril no Brasil.
Gravou com Noel Guarany, Pedro Ortaça e Cenair Maicá o disco Troncos Missioneiros, em 1988.

## Tributos

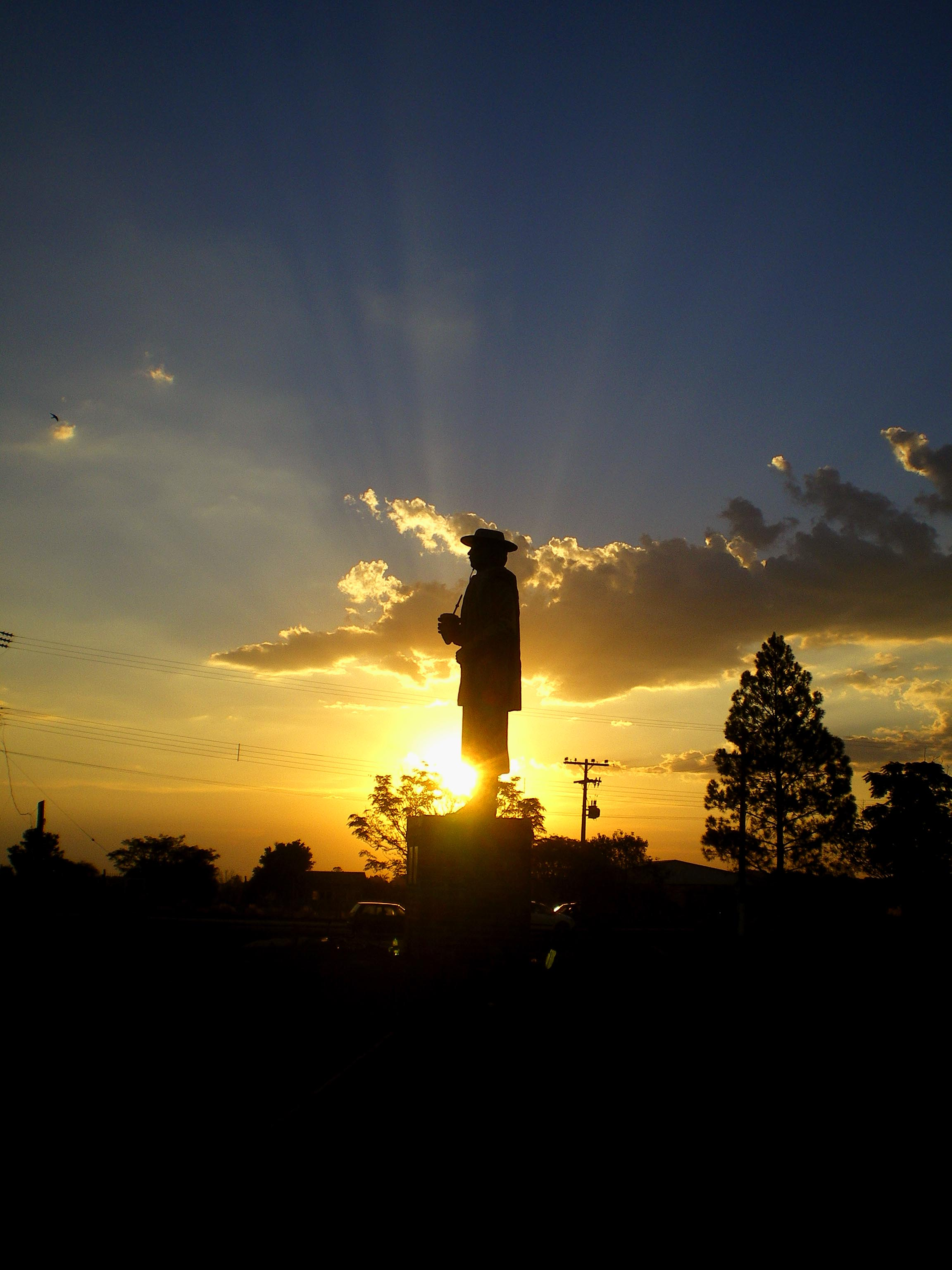
Monumento a Jayme Caetano Braun em São Luiz Gonzaga

- Sol das missões - Tributo a Jayme Caetano Braun, de Paulo de Freitas Mendonça
- Tributo a Jayme Caetano Braun, de Geraldo do Norte
- Galo Missioneiro, de Pedro Ortaça
- Monumento ao Payador em São Luiz Gonzaga, Missões, RS (escultor Vinícius Ribeiro)

## Prêmios e indicações

### Prêmio Açorianos
| Ano  | Categoria         | Indicação           | Resultado |
| ---- | ----------------- | ------------------- | --------- |
| 1997 | Destaque Especial | Jaime Caetano Braun | Venceu    |